# Mahuidacursor
Mahuidacursor is een geslacht van plantenetende ornithischische dinosauriërs, behorend tot de Euornithopoda, dat tijdens het late Krijt leefde in het gebied van het huidige Argentinië. Mahuidacursor lipanglef is de enige beschreven soort.

## Vondst en naamgeving
Op de Cerro Overo-vindplaats, nabij de stad Rincón de los Sauces, werd in juni 2016 door Salvador Palomo, een technisch medewerker van het Museo Municipal Argentino Urquiza de Rincón de los Sauces, het skelet gevonden van een kleine euornithopode.
In 2019 werd de typesoort Mahuidacursor lipanglef benoemd en beschreven door Penélope Cruzado-Caballero, José M. Gasca, Leonardo S. Filippi, Ignacio Cerda en Alberto C. Garrido. De geslachtsnaam is een combinatie van het Mapuche mahuida, "berg" en het Latijn cursor, "renner". De soortaanduiding is een combinatie van het Mapuche lipang, "arm", en lef, "op lichte wijze", een verwijzing naar de lichtgebouwde armen.
Het holotype, MAU-Pv-CO-596, is gevonden in een laag van de Bajo de la Carpa-formatie, die dateert uit het Santonien. Het bestaat uit een skelet zonder schedel. Bewaard zijn gebleven: een middelste halswervel, de reeks van de vier achterste halswervels, drie nekribben, de reeks van de zes voorste ruggenwervels, de zeven voorste ribben van de linkerzijde, vier beenplaten tussen de ribben, verbeende pezen, de schoudergordel, beide borstbeenderen en de rechtervoorpoot. Het skelet ligt grotendeels in verband. In 2019 bevond het zich nog in zijn gipsen omhulsel dat van de linkerzijde uit geprepareerd was; de rechterzijde had aan het oppervlak gelegen en was ernstig geërodeerd. Groeilijnen wijzen erop dat het gaat om een onvolgroeid individu van minstens zes jaar oud dat wel al geslachtsrijp was.

## Beschrijving

### Grootte en onderscheidende kenmerken
Mahuidacursor is een middelgrote euornithopode. Het individu van holotype is ongeveer vier à vijf meter lang maar was nog onvolgroeid.
De beschrijvers wisten enkele onderscheidende kenmerken vast te stellen. Eén daarvan is een mogelijke autapomorfie, unieke afgeleide eigenschap. De ribben zijn aan hun onderste uiteinde niet verdikt en hebben een speciaal raakvlak, beperkt tot de buitenste voorrand, voor het contact met de voorliggende (los liggende) intercostaalplaat. 
Verder is er een onderscheidende combinatie van op zich niet unieke kenmerken. De eerste ruggenwervel heeft een doornuitsteeksel met een balkvormige punt. Zowel het wervellichaam van de eerste als de tweede ruggenwervel is even lang als het wervellichaam van de laatste halswervel. De ruggenwervels zijn relatief lang en nemen naar achteren in de reeks maar weinig in lengte toe. Het ravenbeksbeen heeft aan de achterste onderzijde een nauwelijks ontwikkeld uitsteeksel. Het opperarmbeen is ongeveer even lang als het schouderblad. Het schouderblad is lang en slank. Het bovenste/achterste uiteinde van het schouderblad is smaller dan het onderste/voorste uiteinde. De kop van het opperarmbeen is zwak ontwikkeld. Het opperarmbeen heeft slechts een rudimentaire deltopectorale kam. De schacht van het opperarmbeen is sterk gebogen.

### Skelet
De gekielde halswervels zijn langgerekt en even breed als hoog. De voorste bewaarde halswervel is anderhalfmaal zo lang als hoog, wat duidt op een nek die lang is relatief tot de romp. Hun doornuitsteeksels zijn relatief laag. Hun zijuitsteeksels staan hoog.
De voorste ruggenwervels zijn gekield en amfiplat. Naar achteren nemen ze in lengte toe. Hun doornuitsteeksels hebben van de tweede wervel af een rechthoekig profiel, even hoog als breed in zijaanzicht.
Op de ribben is het tuberculum, de bovenste ribkop, gereduceerd tot een lage bult. De ribben zijn onderaan niet verbreed in zijaanzicht. Het onderste derde deel van de voorrand is verruwd, vermoedelijk als aanhechtingsvlak voor een kapsel dat contact maakte met de intercostaalplaten. Van die laatste zijn er vier bewaard gebleven. Het gaat om verbeningen van kraakbeenweefsel. Ze overlappen de ribben: de voorrand van de plaat ligt onder de voorliggende rib en de achterrand boven de achterliggende rib. Hun profiel is rechthoekig wat afwijkt van het ovale of ruitvormige profiel bij verwanten.
Het schouderblad is recht en relatief smal. Het is met een lengte van eenenveertig centimeter wat korter dan het opperarmbeen. Het uiteinde, tamelijk recht afgesneden, is minder breed dan de basis bij het ravenbeksbeen. De processus acromialis is goed ontwikkeld. Het blad heeft een insnoering tot 60,7% van de lengte.
Het rechthoekige ravenbeksbeen is horizontaal lang en overdwars dun. Het ronde foramen coracoideum ligt lager dan de bolle beennaad met het schouderblad en boven een vrij grote uitholling. De achterrand is licht hol met een klein haakvormig uitsteeksel.
De bijlvormige borstbeenderen zijn vergroeid tot een middenkam. De afgeronde dikke voorrand van het borstbeen is smaller dan de achterrand. Het midden van de achterrand is intern gebogen zodat een diepe holte in het vlak van het borstbeen ontstaat, tussen korte staafvormige uitsteeksels.
Het opperarmbeen is lang — vierenveertig centimeter — en slank en sterk naar buiten gebogen. De kop ervan is slecht ontwikkeld. De deltopectorale kam is laag, de bovenste helft van de schacht beslaand, waarin hij geleidelijk overvloeit. De ellepijp is slank en overdwars gebogen. De processus olecrani is zwak ontwikkeld. Ook het spaakbeen is slank evenals de hand. Het eerste middenhandsbeen is langwerpig met meer dan de helft van de lengte van het tweede middenhandsbeen dat weer ongeveer even lang is als het derde middenhandsbeen.

## Fylogenie
Mahuidacursor werd basaal in de Euornithopoda geplaatst, buiten de Iguanodontia, in een klade met Notohypsilophodon, Macrogryphosaurus en Talenkauen.

## Levenswijze
De reductie van de voorpoot, met zwakke kammen en uitsteeksels op het opperarmbeen en de ellepijp die slechts aan een geringe musculatuur plaats zou kunnen bieden, zou wijzen op een sterke specialisatie als tweevoetige rennende vorm. Dat rennen was dan nodig om aan roofdieren te ontkomen. De voorpoot is echter lang genoeg om het dier te ondersteunen bij het eten van lage planten.